# Humphrey de Bohun (3e comte de Hereford)
Pour les articles homonymes, voir Humphrey de Bohun et Bohun.
Humphrey (VI) de Bohun (vers 1249 – 31 décembre 1298) est un baron anglais, comte de Hereford et comte d'Essex de 1275 à sa mort. Il est également gouverneur des Cinq-Ports sous Henri III et lord-grand-connétable sous Henri III et son fils Édouard Ier.

## Biographie
Humphrey (VI) de Bohun est le fils de Humphrey (V) et d'Aliénor de Braose, et le petit-fils de Humphrey (IV). Ce dernier participe à la Seconde Guerre des barons aux côtés de Simon de Montfort, mais il rejoint ensuite le camp royal, tandis que son fils reste fidèle à Montfort. Après la défaite et la mort de ce dernier, Humphrey (V) est déshérité et meurt peu après en captivité. Aussi, à la mort d'Humphrey (IV) en 1275, Humphrey (VI) hérite de ses titres et de ses terres. La même année, il épouse Maud de Fiennes, fille du chevalier Enguerrand de Fiennes, qui lui donne un fils, Humphrey (VII) de Bohun.
Sous le règne d'Édouard Ier, Humphrey (VI) participe à plusieurs campagnes contre les Gallois de Llywelyn le Dernier, mais il s'oppose également au roi sur des questions de pouvoir, concernant notamment la taxation et la levée d'armes. Avec le comte de Norfolk Roger Bigod, il remet à Édouard une série de Remontrances, dans lesquelles les barons se plaignent de l'imposition excessive que le roi réclame pour financer ses guerres en France.
Le royaume semble au bord de la guerre civile, mais la nouvelle de la victoire écossaise à Stirling Bridge incite les deux camps à faire des concessions pour s'unir contre cette menace : Édouard accepte de signer la Confirmatio cartarum, confirmation de la Magna Carta, et les barons acceptent de partir en guerre contre les Écossais. Humphrey (VI) est ainsi présent à la victoire de Falkirk en juillet 1298. Il meurt quelques mois plus tard.